# Acer pauciflorum
Acer pauciflorum é uma espécie de árvore do gênero Acer, pertencente à família Aceraceae.